# Jacques Luske
Jacques Joseph Carlos Marie Luske (Baarn, 31 augustus 1901 - Neuengamme,  27 december 1944) was een Nederlandse burgemeester.
Luske was van 1934 tot 1944 burgemeester van Bergharen en Horssen.
Hij deed in 1943 mee aan de april-meistaking en hielp onderduikers. 
Hij werd gesnapt tijdens een razzia door de bezetter en kwam in 1944 in het concentratiekamp Neuengamme terecht, waar hij op 43-jarige leeftijd aan een longontsteking overleed.
Hij is in 1951 herbegraven in Groesbeek, op de R.K. begraafplaats Heilige Landstichting.